# Sandy Lyle
Alexander Walter Barr Lyle, detto Sandy (Shrewsbury, 9 febbraio 1958), è un golfista scozzese.
Con Nick Faldo e Ian Woosnam è stato uno dei migliori golfisti britannici degli anni ottanta. È stato per 167 settimane nelle prime dieci posizioni della classifica dell'Official World Golf Rankings.
Ha vinto per due volte uno dei tornei Major del circuito professionistico, ovvero il British Open nel 1985 e il The Masters nel 1988.
Per tre volte, nel 1979, 1980 e 1985 ha vinto la classifica dell'Ordine di Merito del PGA European Tour.